# St. Walburga (Pattendorf)

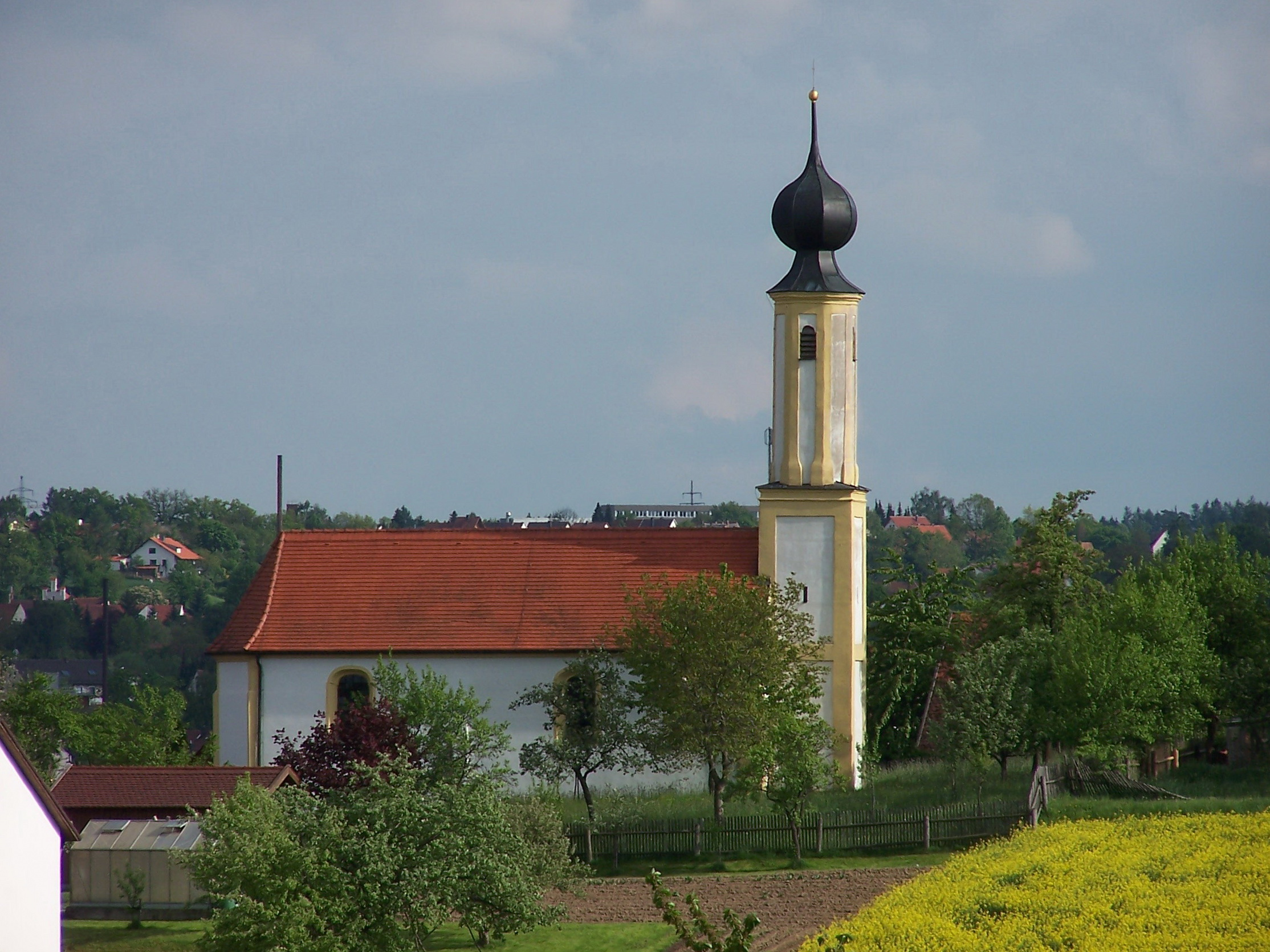
Außenansicht der Nebenkirche St. Walburga von Norden

Die römisch-katholische Nebenkirche St. Walburga in Pattendorf, einem Ortsteil der Stadt Rottenburg an der Laaber im niederbayerischen Landkreis Landshut, ist eine Saalkirche mit Westturm, deren Bausubstanz auf verschiedene Epochen zurückgeht. Das Langhaus wurde in der zweiten Hälfte des 13. Jahrhunderts erbaut und steht stilistisch am Übergang zwischen Romanik und Gotik. Der spätgotische Chor entstand Ende des 15. Jahrhunderts. Mitte des 18. Jahrhunderts wurde das Kirchlein barockisiert. Die Bauausführung zeigt den Stil des Landshuter Hofmaurermeisters Johann Georg Hirschstötter. Die der heiligen Walburga (Gedenktag: 25. Februar) geweihte Kirche gehört zur Pfarrei St. Georg in Rottenburg.

## Architektur

### Außenbau
Die nach Osten ausgerichtete Saalkirche ist auf einer Anhöhe über dem Tal der Großen Laber gelegen. Der verputzte Backsteinbau umfasst ein Langhaus mit einer Fensterachse sowie einen nicht eingezogenen Chor mit einer Fensterachse und dreiseitigem Schluss, die unter einem gemeinsamen Satteldach vereinigt sind. Der Außenbau wird am Chor durch schwache Dreieckslisenen, am Schiff durch flache Ecklisenen gegliedert. Die Lisenen des Schiffs waren früher möglicherweise durch einen Dachfries verbunden. Chor und Schiff sind ohne Sockel. Die Fensteröffnungen schließen im leicht eingezogenen Rundbogen. Die Spitzbogenfenster am Chorschluss sind zugesetzt. Die Umfassungsmauern lassen eine Erhöhung des Bauwerks, wohl Mitte des 18. Jahrhunderts, erkennen.
Der ausspringende Westturm besitzt einen quadratischen Unterbau mit zwei Absätzen, Ecklisenen und Bandgesims. Darüber erhebt sich ein hoher, an den Kanten großzügig gerundeter Aufsatz, der ebenfalls von Lisenen belebt wird. Den oberen Abschluss bildet eine stark eingeschnürte, kupfergedeckte Zwiebelkuppel mit Kugel und Kreuz. Am Turm wird der Stil Hirschstötters am deutlichsten sichtbar; dieser erinnert stark an die 1757 von ihm erbaute Nebenkirche St. Nikolaus im Nachbarort Schaltdorf. Der Zugang zum Kircheninneren erfolgt durch das Turmuntergeschoss.

### Innenraum
Chor und Schiff werden von einer Flachdecke über einem Gesims und einer Hohlkehle überspannt. An der Decke befinden sich geschweifte Stuckrahmen und moderne Deckenfresken. Der Chorbogen ist korbbogig und mit Pilastern besetzt. Im rückwärtigen Bereich des Schiffs ist eine Empore mit gerader Brüstung eingezogen. Die Emporenbrüstung ist mit Stuckrahmenfeldern verziert.

## Ausstattung

### Chor
Die einzige Altar in der Kirche St. Walburga ist der Hochaltar, der um 1708 von einem unbekannten Meister geschaffen wurde. Dieser besitzt einen spätbarocken Aufbau, der von vier gewundenen Säulen mit ionisierenden Kapitellen getragen wird. Der Auszug, flankiert von zwei kurzen Giebelstücken, schließt mit einem gebrochenen Segmentbogen ab. Seitlich ist er mit geschnitztem Rankwerk mit gerieften Bändern verziert. Das Altarblatt, von einem rechteckigen, vergoldeten Rahmen eingefasst, stellt die Flucht nach Ägypten dar, das Auszugsbild die heilige Walburga. Die beiden Seitenfiguren, um 1480 im spätgotischen Stil geschaffen, stellen die Heiligen Philippus und Jakobus dar. Das Antependium ist mit zwei weiteren Aposteln in Blumenumrahmung bemalt.
Daneben zieren zwei beinahe lebensgroße Statuen der Heiligen Franz Xaver und Antonius von Padua den Chorraum. Sie sind unmittelbar neben dem Chorbogen angebracht. Unter dem Chorbogen befindet sich eine Figur der Immaculata. Ein modernes Deckenfresko zeigt einen Altar mit dem Lamm Gottes.

### Langhaus
Im Langhaus stehen zwei Holzbüsten aus der Zeit um 1730/40 auf Frührokoko-Postamenten. Die Büsten stellen die Heiligen Joachim und Josef dar. Der Kreuzweg besteht aus kleinen, auf Blech gemalten Stationsbildern in grünen Holzrahmen. Diese wurden wohl im 19. Jahrhundert angefertigt und sind an den Wänden von Langhaus und Chor verteilt. Im Langhaus links hinten befindet sich eine kleine Barockfigur der Kirchenpatronin Walburga. Auf der hölzernen Empore befindet sich ein Schrankpositiv des Landshuter Orgelbauers Joseph Schweinacher, das vor 1843 angefertigt wurde. Ein modernes Deckenfresko zeigt ein Jesus-Monogramm (IHS) in einem Strahlenkranz.